# Einfach Rosa – Verliebt, verlobt, verboten
Verliebt, verlobt, verboten ist eine deutsche Filmkomödie von Hansjörg Thurn aus dem Jahr 2016. Es handelt sich um die dritte Episode der Reihe Einfach Rosa. Die deutsche Erstausstrahlung erfolgte am 12. Februar 2016.

## Handlung
Hochzeitsplanerin Rosa Winter und ihre Assistentin Meral kehren aus Kapstadt zurück. Als sie unfreiwillig durch einen Park gehen, weil ihr Taxi eine Panne hatte, werden sie von dem jungen Musiktherapeuten Lars angesprochen. Sie sollen wie andere Parkbesucher ihm bei seinem Heiratsantrag helfen, indem sie auf sein Signal, wenn seine große Liebe Amelie kommt, die von ihm ausgehändigten Regenschirme öffnen, auf denen jeweils ein Buchstabe steht. Als Amelie kurz danach durch den Park  joggt, wird sie von den vor ihr aufklappenden Regenschirmen überrascht, gleichzeitig rufen alle Schirmträger den Text: „Amelie! Schau mal nach oben!“.  Dort passiert ein Flieger, der ein Banner mit dem Schriftzug „Willst du mich heiraten?“ zieht. Lars kommt plötzlich hinter einem Baum hervor und Amelie sagt zu ihm: „Ja, ich will!“. Rosa und Meral bieten dem frisch verlobten Paar ihre Dienste als Hochzeitsplaner an, was dieses zunächst ablehnt, aber ihre Karte dennoch annimmt („Vielleicht beim nächsten Mal!“). Als sie doch in Rosas Laden erscheinen, bestehen sie auf einer sehr intimen und kleinen Feier, nämlich nur für sie, weil Amelies Mutter ihrer Tochter eine Hochzeit zwischen den beiden verbietet. Dafür hat sie allerdings gewichtige Gründe, wie Rosa nach einem Besuch bei ihr herausfindet. Amelies Mutter hatte kurz vor ihrer Hochzeit einen One-Night-Stand mit einem Musiker und wurde schwanger, was sie ihrem Mann immer verschwieg. Heute kann sie es ihm nicht mehr sagen, da er schwer herzkrank ist und sie Angst um sein Leben hat. Der Musiker ist auch der Vater von Lars, somit sind die beiden Halbgeschwister. Rosa erachtet es als ihre Pflicht, Amelie und Lars darüber zu informieren. Lars trennt sich daraufhin von Amelie, die es aber nicht verstehen kann, weil sie ihn über alles liebt. Rosa versucht zu vermitteln, damit sie wenigstens Freunde bleiben könnten. Um dies zu erreichen, motiviert sie Amelie, ihre Fotografien in einer Galerie auszustellen. Dies lässt Lars natürlich nicht kalt. Bei der Vernissage sind die Eltern von Amelie und auch Lars anwesend, der dem Ganzen mit der Gitarre einen passenden Rahmen gibt.
Parallel wird die Geschichte von Rosa und ihrer Jugendliebe Mark weitererzählt, der eigentlich in Kapstadt heiraten wollte. Doch da ergibt sich ein neuer möglicher Konflikt, denn Rosa erfährt, dass sie unfruchtbar ist und Mark plant gleich mehrere Kinder. Weitere Missverständnisse ergeben sich durch das Erscheinen von Rosas früherem Verlobten Sam. Der taucht nämlich ziemlich betrunken und durchnässt vor Rosas Haustür auf. Sie bietet ihm an, seine Kleider zu trocknen. Dabei schlafen die beiden im Bett ein und Mark meint, als er nach Hause kommt und die Situation antrifft, die beiden hätten wieder etwas miteinander. Da Rosa nicht mitbekommen hat, dass Mark da war, versteht sie seine abweisende Haltung auch nicht. Bis er eine Andeutung macht und sie die Situation klären kann. Da ihre Liebe zueinander stärker ist, spielt das Thema Kinder auch keine Rolle mehr.
Meral hat mehr im Hintergrund weiter Stress mit ihrer Familie, besonders mit ihrem Bruder Tarik, der sie permanent um Geld angeht und es dann nicht zurückgibt. Er erpresst sie damit, dass er ihrem Vater erzählen würde, dass sie nicht in Antalya, sondern in Kapstadt gewesen ist. Um dann das Geld doch zurückzahlen zu können, meldet er sich bei einer Samenbank und will sein Sperma spenden. Doch als ihm beschieden wird, dass sich seine Spermien nicht eignen, meint er, er sei impotent. Meral liest den Brief des Labors genauer durch und stellt fest, dass es nur darum geht, dass die Spermien von Tarik nicht tiefgefroren werden können und deshalb nichts taugen.

## Hintergrund
Verliebt, verlobt, verboten wurde vom 26. Mai bis zum 25. Juni 2015 in der Landeshauptstadt Berlin gedreht. Produziert wurde der Film von der Wiedemann & Berg Filmproduktion.

## Rezeption

### Einschaltquote
Die Erstausstrahlung am 12. Februar 2016 in der ARD wurde von 3,23 Millionen Zuschauern gesehen, was einem Marktanteil von 9,6 % entspricht.

### Kritik
Die Kritiker der Fernsehzeitschrift TV Spielfilm bewerteten Verliebt, verlobt, verboten mit einer mittleren Wertung, dem Daumen zur Seite und fassten ihn mit den Worten „Frau Neldel bezaubert, das Drehbuch weniger“ zusammen.
Rainer Tittelbach von Tittelbach.tv meinte dazu „Mit dem dritten Film findet „Einfach Rosa“ wieder zur Qualität des Auftakts zurück. Auch wenn die beiden Hauptstränge – hier die Achterbahnbeziehung der Heldin, dort eine verbotene Liebe – jeweils vorhersehbar sind: Dank der Führung der vier Hauptdarsteller und einiger schöner Dialogszenen ist die romantische Dramödie durchaus sehenswert.“